# Meredith Belbin
Meredith Belbin (4. června 1926 – 6. března 2025) byl britský výzkumník a teoretik managementu, nejlépe známý svou prací o manažerských týmech. Byl hostujícím profesorem a čestným členem Henley Management College ve Velké Británii.

## Životopis
Narodil se v roce 1926. Vystudoval oba stupně základní školy a následně se věnoval studiu klasické psychologie na Clare College v Cambridgi. Jeho prvním místem po získání doktorátu byl vědecký pracovník na Cranfield College (nyní Cranfield School of Management na Cranfield University). Jeho raný výzkum byl zaměřen především na psychologii starších pracovníků v průmyslu. Poté se vrátil do Cambridge a připojil se k Industrial Training Research Unit, kde jeho manželka Eunice byla ředitelkou a on sám se později stal předsedou. Tuto práci kombinoval s prací konzultanta OECD úspěšně spouštejicího demonstrační projekty ve Švédsku, Rakousku, Velké Británii a Spojených státech.
V roce 1988 založil společně se svým synem Nigelem společnost Belbin Associates s cílem publikovat a propagovat svůj výzkum.

## Dílo
- Management Teams: Why They Succeed Or Fail (1981)
- The Job Promoters (1990)
- Team Roles At Work (1993)
- The Coming Shape Of Organization (1996)
- Changing The Way We Work (1997)
- Beyond the Team (2000)
- Managing without Power (2001)
- The Evolution of Human Behaviour and its Bearing on the Future